# Nastawa zapalnika
Nastawa zapalnika – czynność polegająca na ustawieniu działania zapalnika według określonego parametru.
Parametrami tymi są czas, ciśnienie atmosferyczne, albo hydrostatyczne itd. Zazwyczaj dokonywana jest przed strzałem (startem pocisku lub samolotu) w sposób mechaniczny. Zależne jest to od rodzaju oraz położenia celu, w kierunku którego prowadzony jest ogień. Jeżeli zwalczane są cele pociskami, które zaopatrzono w zapalniki uderzeniowe to rozróżnia się nastawy na działanie natychmiastowe oraz ze zwłoką.